# Тарлингтон, Кристи
Кристи Николь Тарлингтон (англ. Christy Nicole Turlington, род. 2 января 1969 года, Уолнат-Крик, Калифорния, США) — американская топ-модель, одна из супермоделей 90-х (наряду с Наоми Кэмпбелл, Татьяной Патитц, Линдой Евангелистой и Синди Кроуфорд).

## Биография
Родилась 2 января 1969 года в Окленде, штат Калифорния.
Есть две сестры (Келли замужем за Брайаном — братом мужа Кристи).
В детстве никогда не думала о карьере в индустрии моды. В возрасте 13 лет она была одержима страстью к лошадям и тренировалась каждый день и даже участвовала в местном конкурсе.
Примерно в это время её и открыл фотограф Дэнни Коуди, которому родители неохотно дали согласие, чтобы девочка работала моделью. Кристи сначала не восприняла новое занятие серьёзно — как она вспоминала позже, она думала, что работа моделью будет приносить ей деньги для занятий конным спортом.
Девушка подписала контракт с местным агентством. Работала она по вечерам, в выходные и после занятий. Её первым рабочим заданием была серия рекламных фотографий для сети магазинов Emporium Capwell. Получала она 100 долларов в час.
И вскоре в модной среде Майами не осталось ни одного человека, который не знал бы её лица. Вести о молодой талантливой модели достигли Нью-Йорка и вскоре Эйлин Форд (Eileen Ford), глава агентства Ford Models, предложила контракт в Париже. Однако все снимки в Париже оказались провальными и контракт был расторгнут. Она сразу же вернулась в США.
Эйлин Форд не отказалась от идеи сделать из Кристи звезду и послала её к редакторам всех ведущих журналов и ко всем известным фотографам. Кристи было только 16 лет. Наконец её фотографии, сделанные Артуром Элгортом попадают в американский Vogue. Кристи подождала ещё два года, окончила школу и профессионально занялась карьерой модели.

## Карьера
В 1987 году её лицо впервые попало на обложку — обложку итальянского Vogue. Впоследствии она неоднократно появлялась также на обложках Harper’s Bazaar, Cosmopolitan, ELLE и Glamour.
Сразу после этого Кристи начали поступать предложения от самых именитых фотографов. Такие дизайнеры, как Gianni Versace, Karl Lagerfeld, Christian Lacroix, Azzedine Alaia приглашали Кристи работать на своих показах. В 1989 году Кристи подписывает эксклюзивный контракт с Calvin Klein — она будет представлять парфюм Eternity. А вскоре компания Maybelline предложила ей стать лицом их продукции.
Кристи участвовала в рекламных кампаниях таких известных марок, как «Ann Taylor», «Avon», «Versace», «Canon», «Cerruti 1881», «Christian Dior» Haute couture, «Chloé», «Dolce & Gabbana», «Escada», «Gianfranco Ferré», «H&M», «Lanvin», «Louis Vuitton», «Mango», «MaxMara», «Maybelline», «Michael Kors», «Oscar de la Renta», «Prada», «Puma», «Revlon», «Trussardi», «Valentino» и «Yves Saint Laurent».
1993 год стал последним годом участия в показах перед долгим перерывом. Спустя 20 лет, в 2019 году Кристи Тарлингтон вышла на подиум вновь. Модель закрыла шоу Marc Jacobs.

## Фильмография
- Нараспашку (1995)
- Подиум (фильм) (1996)
- Высокая мода (1994)
- Scene Smoking: Cigarettes, Cinema & the Myth of Cool (2001)
- Intimate Portrait (сериал) (1993)